# Roman Bielański
Roman Bielański (ur. 17 lipca 1947 w Olsztynie) – polski urzędnik i przedsiębiorca, działacz opozycji demokratycznej w okresie PRL.

## Życiorys
Studiował na Politechnice Warszawskiej (do 1971). W 1996 został absolwentem Wyższej Szkoły Przedsiębiorczości i Zarządzania im. Leona Koźmińskiego w Warszawie.
Brał udział w manifestacjach studenckich w okresie marzec 1968 oraz w wiecach robotniczych w Zakładach Mechanicznych Ursus, gdzie pracował w latach 1973–1982. W 1980 wstąpił do „Solidarności”. Po wprowadzeniu stanu wojennego był we władzach podziemnych struktur związku. W kwietniu 1982 znalazł się w pięcioosobowym ścisłym kierownictwie Międzyzakładowego Robotniczego Komitetu „Solidarności” (pseudonim Władek), jednej z największych organizacji niejawnych w tym czasie. W listopadzie 1982 został tymczasowo aresztowany, skazano go na karę dwóch lat pozbawienia wolności w tzw. procesie kierownictwa MRKS. Zwolnienie uzyskał w sierpniu 1983 w związku z amnestią.
Kontynuował działalność opozycyjną, m.in. w ramach Polskiej Partii Niepodległościowej. Od 1988 prowadził własną działalność gospodarczą w ramach spółki prawa handlowego. W 1990 został pierwszym sekretarzem generalnym Kongresu Liberalno-Demokratycznego. Od 1994 należał do Unii Wolności. Był członkiem zarządu dzielnicy Mokotów (1995–1998). W 2001 wstąpił do Platformy Obywatelskiej i kandydował bezskutecznie z jej listy do Sejmu. Dwa lata później został zatrudniony w urzędzie miejskim w Zielonce. W 2006 bez powodzenia kandydował do rady powiatu wołomińskiego.
Został członkiem Stowarzyszenia Wolnego Słowa i przewodniczącym mazowieckiego oddziału tej organizacji.

## Odznaczenia
W 2013, za wybitne zasługi w działalności na rzecz przemian demokratycznych w Polsce, za osiągnięcia w podejmowanej z pożytkiem dla kraju pracy zawodowej i społecznej, został odznaczony Krzyżem Oficerskim Orderu Odrodzenia Polski. W 2016 wyróżniony Krzyżem Wolności i Solidarności.